# ويل جينينغز
ويل جينينغز (بالإنجليزية: Will Jennings)‏ هو كاتب أغاني أمريكي، ولد في 27 يونيو 1944 في كيلغور في الولايات المتحدة.

## وصلات خارجية
- ويل جينينغز على موقع IMDb (الإنجليزية)
- ويل جينينغز على موقع ميوزك برينز (الإنجليزية)
- ويل جينينغز على موقع أول موفي (الإنجليزية)
- ويل جينينغز على موقع أول ميوزيك (الإنجليزية)
- ويل جينينغز على موقع ديسكوغز (الإنجليزية)